# 吉田譲
吉田 譲（よしだ じょう、1981年9月17日 - ）は、日本の元男子バレーボール選手。

## 来歴
滋賀県近江八幡市出身。兄の影響で、武佐小学2年の時にバレーボールを始める。
1999年、アジアユース大会準優勝、2003年、ユニバーシアード大会準優勝などを経験し、2004年、Vプレミアリーグのサントリーサンバーズに入団。2011年退団するとともに、チームマネージャーに就任した。
2024年現在は地域連携/パートナー事業グループ担当の事務局スタッフを務める。

## 人物
- 三兄弟の次男。兄の竜児は旭化成スパーキッズで選手・マネージャーを務め、弟の真士は近畿クラブスフィーダの選手を経て現在は龍谷大学男子バレーボール部監督を務める[4]。

## 所属チーム
- 武佐ガッツ
- 八幡東中学校
- 大阪商大高校
- 大阪商業大学
- サントリーサンバーズ（2004-2011年）